# 上海南站 (1908年–1937年)

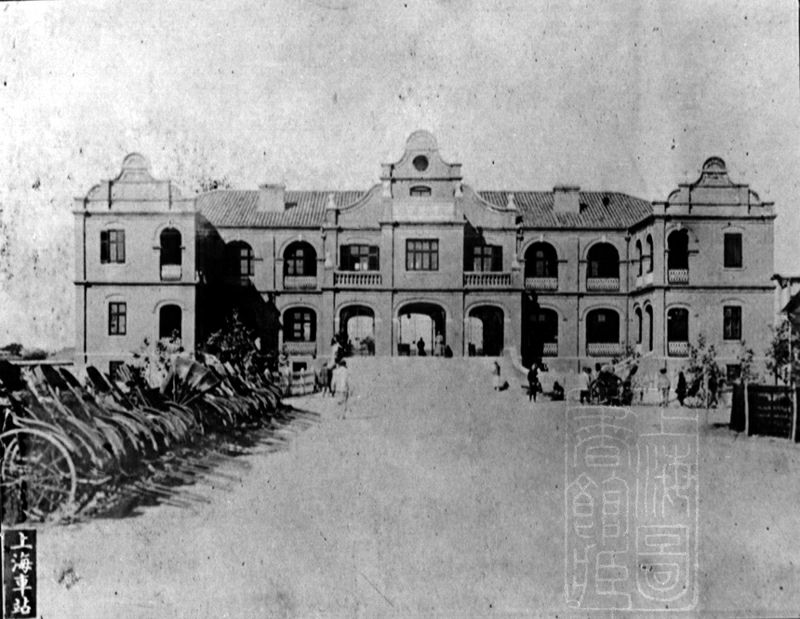
车站路上的上海南火车站

上海南火车站，簡称上海南站，位于今上海市黄浦区南车站路。南临车站前路（今中山南路），北朝瞿真人路（今瞿溪路），横跨车站路（今南车站路）。车站于1937年淞沪会战中遭日军战机轰炸炸毁，之后未再重建。

## 历史
1906年沪杭甬铁路开工，起点选在上海老城厢南面商业繁华的地方。1908年3月20日，上海南站正式办理客运，开行上海南站至松江的客车，1908年11月，沪杭甬铁路上海至枫泾段竣工。
清光绪三十四年四月（1908年4月）,建上海南火车站。
1912年8月11日由华商电气公司开通小东门——南火车站的1路有轨电车（于1916年全线通车）

1918年1月13日由华商电气公司开通老西门——高昌庙的4路有轨电车经过本站
由于两个车站分别位于城市南北两侧，有所不便，于是在1916年，在城市西侧修建了沪杭甬铁路与沪宁铁路的连接线（沪新铁路），上海北站成为铁路沪宁、沪杭甬两路总站，而上海南站仍是长江三角洲地区货运量最大的火车站。
沪新铁路竣工后旅客可以任意从上海北站或上海南站上车至杭州。上海南站开出的客车在新龙华站与北站开出的客车衔接，然后开往杭州方向；杭州方向到上海的旅客，在北站下车的乘坐前段列车，在南站下车的乘坐后段列车，到新龙华后分成两列，分别开抵北站和南站两个终点站。

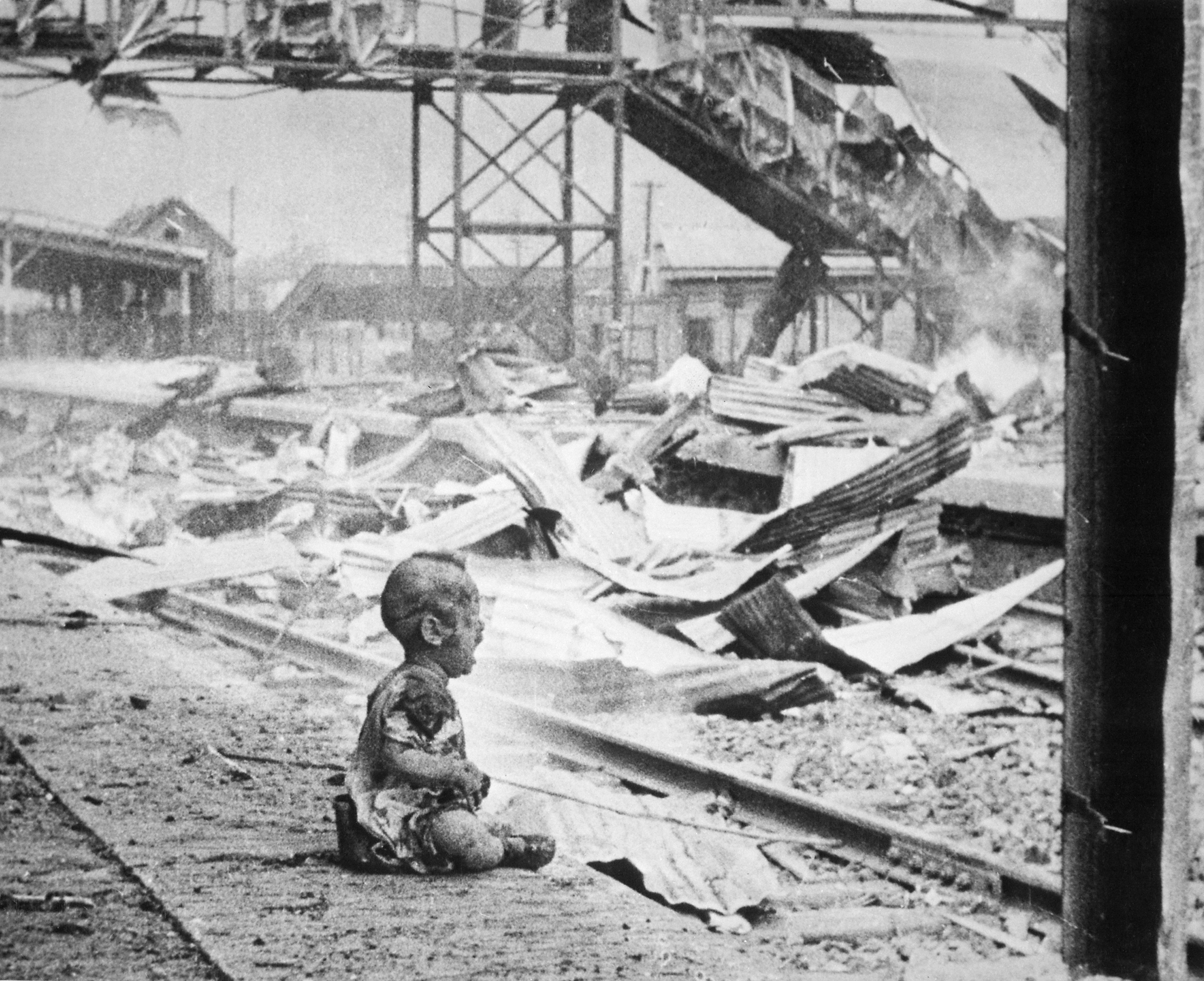
美国媒体发表的照片：《日军轰炸后的上海南火车站》（王小亭摄），1937年8月28日

在1937年的淞沪会战中，日军战机于8月28日下午轰炸上海南站，运输被迫中断。上海被日軍攻佔后，日军又将上海南站至日晖港之间被炸断的长约1.5公里的铁路拆除。上海南站的货运业务迁到日晖港站，旅客运输由上海北站承担。从此，上海南站及站前一段铁路不复存在。

## 南火车站位置
南火车站具体位置在大同大学（今蓬莱公园）南侧，有建于宣统元年(1909年)的南北向车站路（今南车站路）通向车站，南火车站即横在车站路中间将该路分为南北两段，车站南北侧均修有东西向马路与车站路相通，站后（北侧）修有瞿真人路（今瞿溪路南车站路西侧段）与车站后路（今瞿溪路南车站路东侧段），站前（南侧）修有车站前路（1986年拓建成今中山南路），北侧近沪闵南柘路（今国货路、斜土东路）处又修有车站东路、车站支路、车站后路等与该站有关的马路，其中有些马路至今尚能寻到遗迹。

南车站被毁后当局将车站路跨车站原址南北打通，成现在的南车站路。现在的轨道交通四号线在西藏南路站——南浦大桥站间的走向几乎就是在当年沪杭铁路的位置上。

## 交通
- 上海轨道交通4号线：西藏南路站、南浦大桥站